# Leichtathletik-Weltmeisterschaften 2023/3000 m Hindernis der Frauen

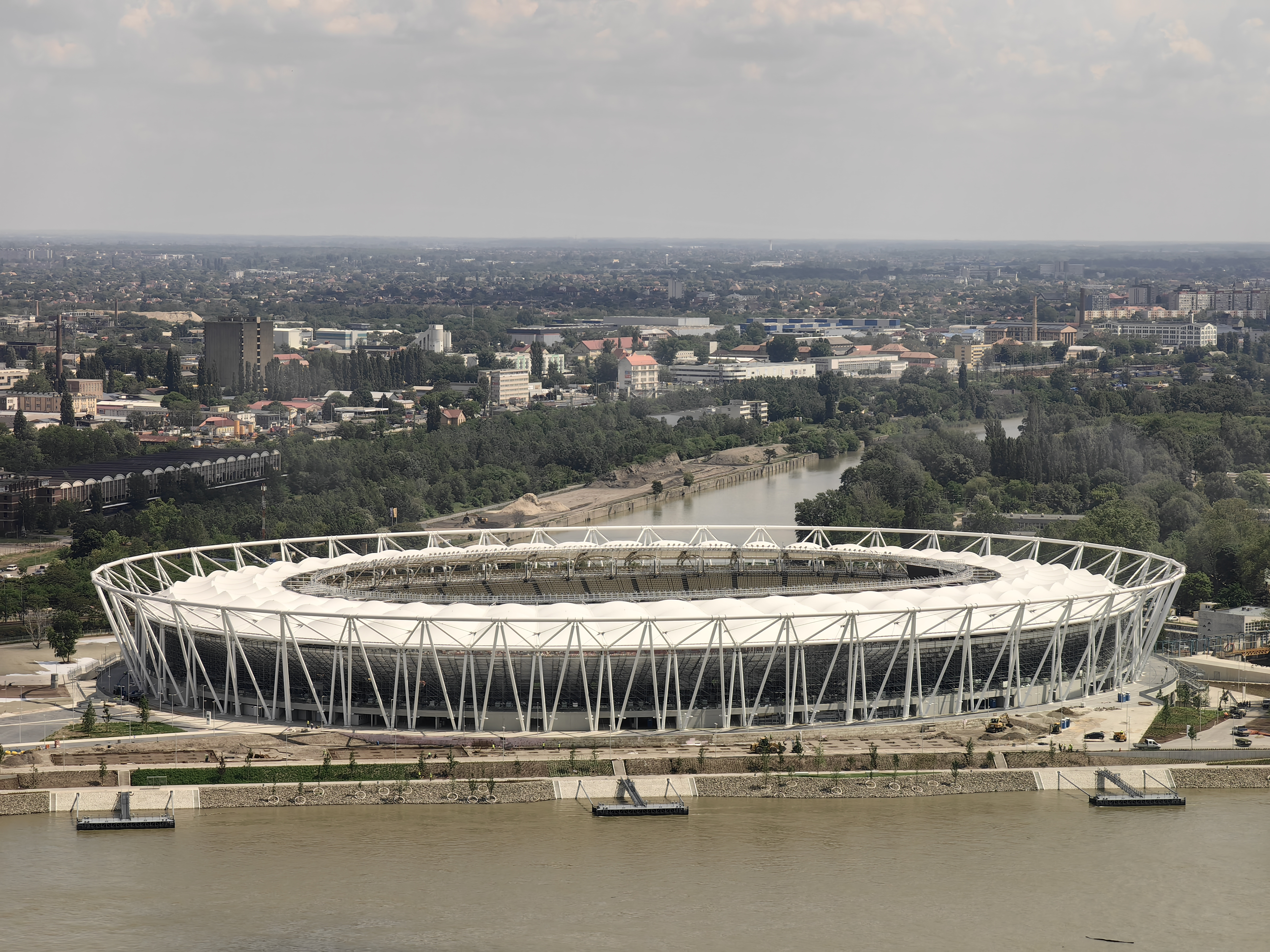
Nemzeti Atlétikai Központ im Mai 2023

Der 3000-Meter-Hindernislauf der Frauen bei den Leichtathletik-Weltmeisterschaften 2023 fand am 23. und 27. August 2023 im Stadion Nemzeti Atlétikai Központ der ungarischen Hauptstadt Budapest statt.
35 Athletinnen aus 22 Ländern nahmen an dem Wettbewerb teil.
Es siegte Winfred Mutile Yavi aus Bahrain. Sie gewann vor der kenianischen Weltmeisterin von 2019 Beatrice Chepkoech. Bronze ging an Faith Cherotich, ebenfalls aus Kenia.

## Rekorde

### Bestehende Rekorde
| Weltrekord | 8:44,32 min | Beatrice Chepkoech | Herculis-Meeting, Monaco | 20. Juli 2018 |
| WM-Rekord  | 8:53,02 min | Norah Jeruto       | WM Eugene, USA           | 20. Juli 2022 |

Der bestehende Championshiprekord (CR) wurde bei diesen Weltmeisterschaften nicht erreicht. Die schnellste Zeit erzielte Weltmeisterin Winfred Mutile Yavi aus Bahrain im Finale am 27. August mit 8:54,29 min, womit sie 1,27 Sekunden über dem Rekord blieb. Zum Weltrekord fehlten ihr 9,97 Sekunden.

### Rekordverbesserungen
Es gab eine Weltjahresbestleistung und zwei neue Landesrekorde.
- Weltjahresbestleistung:
  - 8:54,29 min – Winfred Mutile Yavi (Bahrain), Finale am 27. August
- Landesrekorde:
  - 9:06,15 min – Alice Finot (Frankreich), Finale am 27. August
  - 9:06,37 min – Maruša Mišmaš Zrimšek (Slowenien), Finale am 27. August
  - 9:15,31 min – Parul Chaudhary (Indien), Finale am 27. August

## Legende
Kurze Übersicht zur Bedeutung der Symbolik – so üblicherweise auch in sonstigen Veröffentlichungen verwendet:
- NR: nationaler Rekord
- WL: Weltjahresbestleistung

## Vorrunde
20. August 2023
Die Vorrunde wurde in drei Läufen durchgeführt. Die ersten fünf Athletinnen pro Lauf – hellblau unterlegt – qualifizierten sich für das Finale.

### Vorlauf 1
23. August 2023, 19:53 Uhr Ortszeit
| Platz | Name                | Nation         | Zeit (min) |
| ----- | ------------------- | -------------- | ---------- |
| 1     | Winfred Mutile Yavi | Bahrain        | 09:19,18   |
| 2     | Beatrice Chepkoech  | Kenia          | 09:19,22   |
| 3     | Lomi Muleta         | Äthiopien      | 09:20,13   |
| 4     | Courtney Wayment    | USA            | 09:20,60   |
| 5     | Marwa Bouzayani     | Tunesien       | 09:23,07   |
| 6     | Alicja Konieczek    | Polen          | 09:23,45   |
| 7     | Aimee Pratt         | Großbritannien | 09:26,37   |
| 8     | Regan Yee           | Kanada         | 09:26,39   |
| 9     | Marta Serrano       | Spanien        | 09:31,82   |
| 10    | Tuğba Güvenç        | Türkei         | 09:50,96   |
| 11    | Brielle Erbacher    | Australien     | 09:57,11   |
| 12    | Natalija Strebkowa  | Ukraine        | 10:02,20   |

### Vorlauf 2

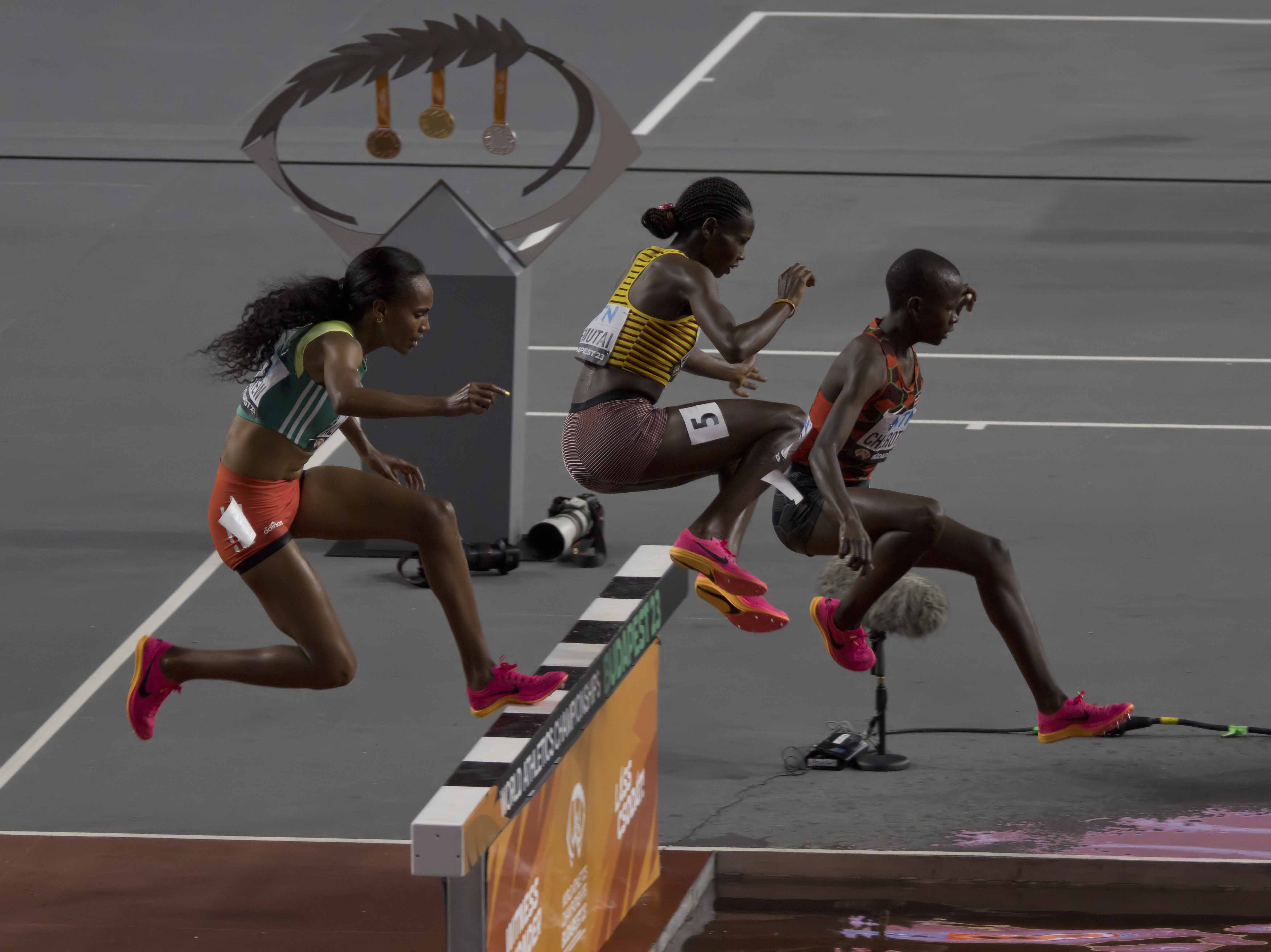
Die führenden drei Läuferinnen im zweiten Vorlauf: Faith Cherotich vor Peruth Chemutai und Sembo Almayew

23. August 2023, 20:08 Uhr Ortszeit
| Platz | Name                  | Nation     | Zeit (min) |
| ----- | --------------------- | ---------- | ---------- |
| 1     | Faith Cherotich       | Kenia      | 9:19,55    |
| 2     | Sembo Almayew         | Äthiopien  | 9:19,60    |
| 3     | Peruth Chemutai       | Uganda     | 9:20,03    |
| 4     | Maruša Mišmaš Zrimšek | Slowenien  | 9:21,79    |
| 5     | Parul Chaudhary       | Indien     | 9:24,29    |
| 6     | Ceili McCabe          | Kanada     | 9:29,30    |
| 7     | Cara Feain-Ryan       | Australien | 9:29,60    |
| 8     | Carolina Robles       | Spanien    | 9:34,41    |
| 9     | Flavie Renouard       | Frankreich | 9:39,91    |
| 10    | Emma Coburn           | USA        | 9:41,52    |
| 11    | Aneta Konieczek       | Polen      | 9:45,61    |
| 12    | Daisy Jepkemei        | Kasachstan | 9:46,23    |

### Vorlauf 3
23. August 2023, 20:23 Uhr Ortszeit
| Platz | Name                    | Nation      | Zeit (min) |
| ----- | ----------------------- | ----------- | ---------- |
| 1     | Jackline Chepkoech      | Kenia       | 09:16,41   |
| 2     | Zerfe Wondemagegn       | Äthiopien   | 09:16,97   |
| 3     | Luiza Gega              | Albanien    | 09:17,71   |
| 4     | Alice Finot             | Frankreich  | 09:20,27   |
| 5     | Olivia Gürth            | Deutschland | 09:24,28   |
| 6     | Greta Karinauskaitė     | Litauen     | 09:30,28   |
| 7     | Kristlin Gear           | USA         | 09:30,61   |
| 8     | Amy Cashin              | Australien  | 09:31,07   |
| 9     | Irene Sánchez-Escribano | Spanien     | 09:31,97   |
| 10    | Juliane Hvid            | Dänemark    | 10:09,41   |
| 11    | Tatiane da Silva        | Brasilien   | 10:19,80   |

## Finale

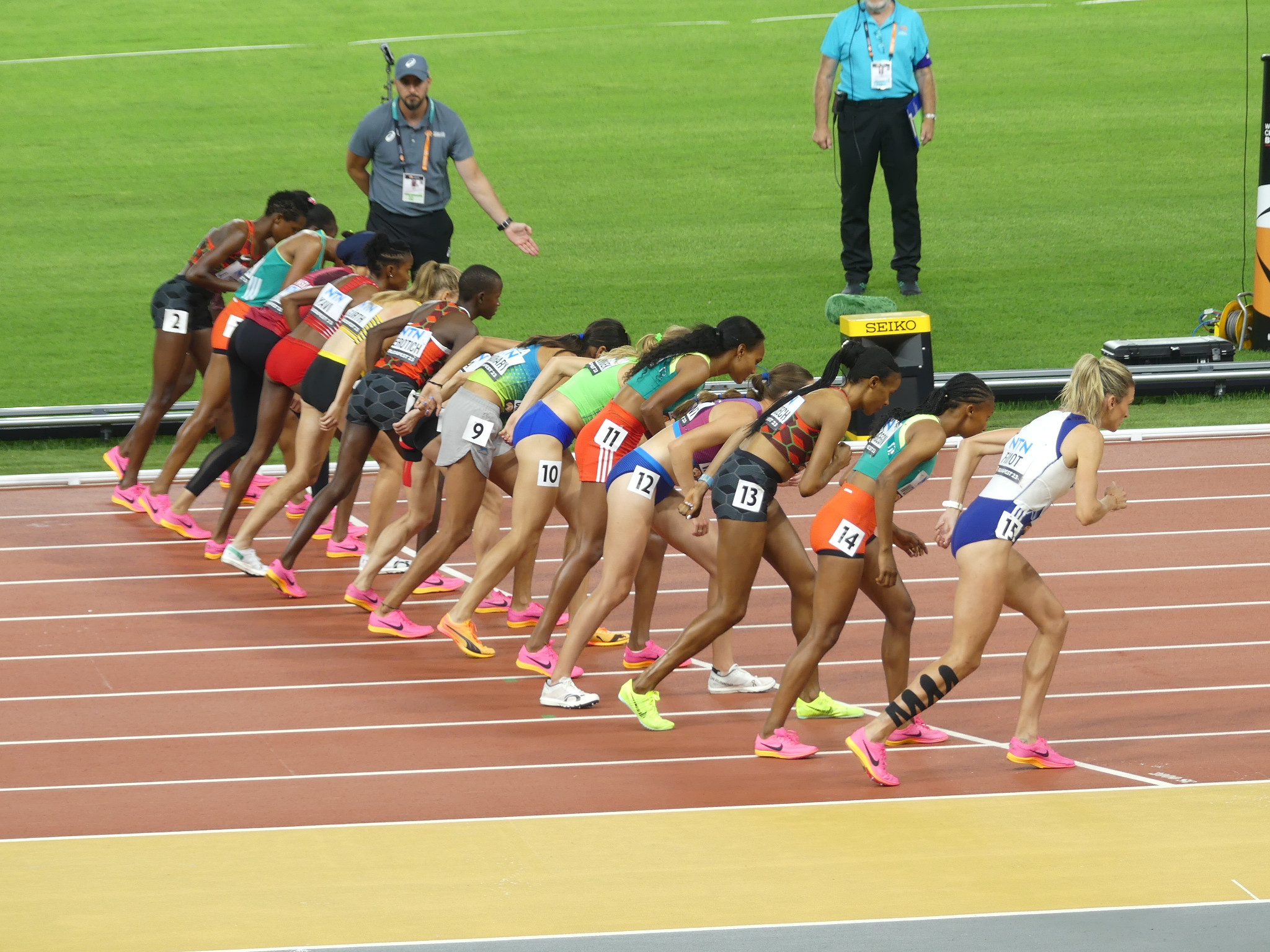
Finale: Die Hindernisläuferinnen an der Startlinie
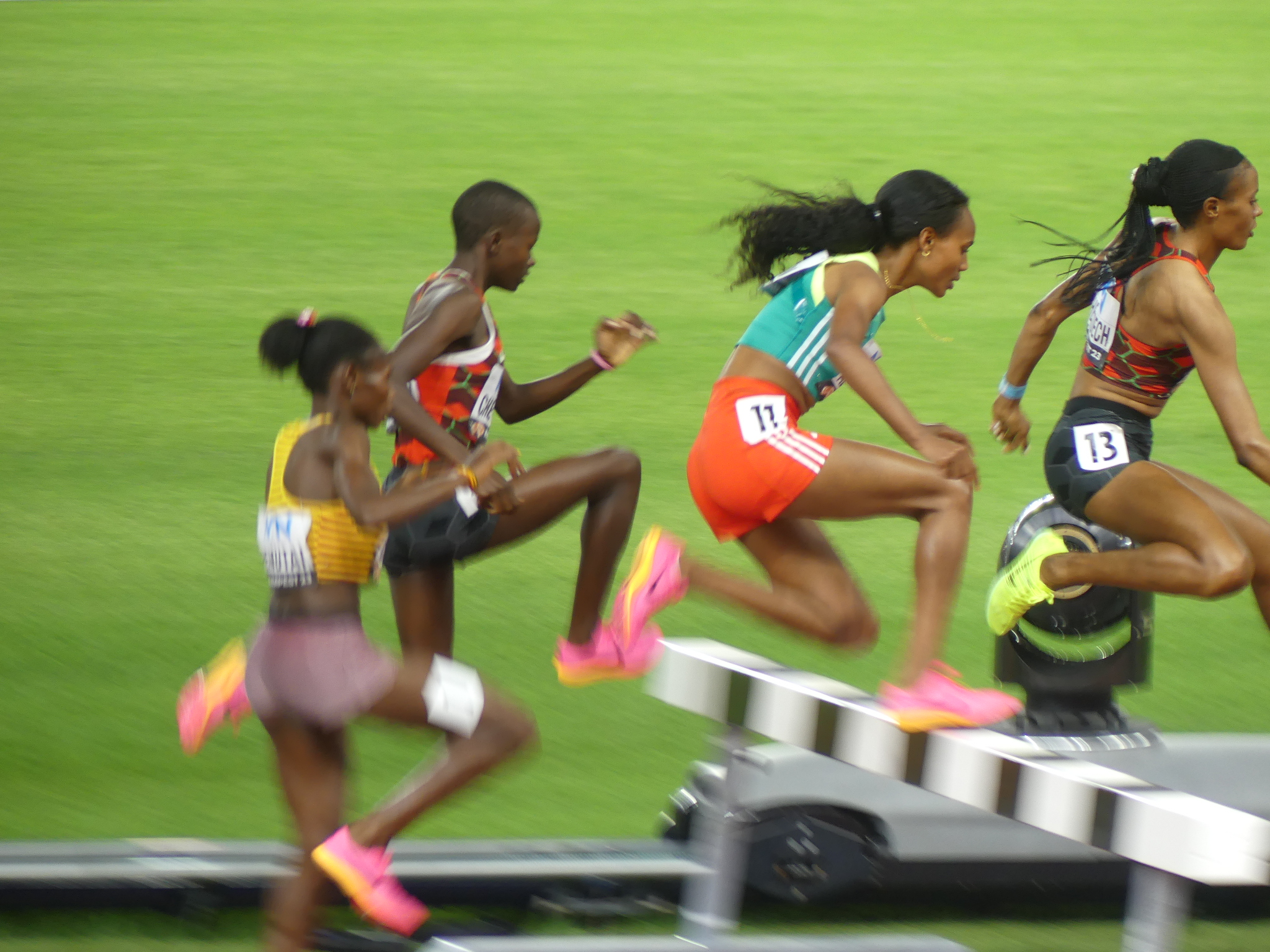
Vier Athletinnen bei der Überquerung eines Hindernisses: Beatrice Chepkoech vor Sembo Almayew, Faith Cherotich, und Peruth Chemutai
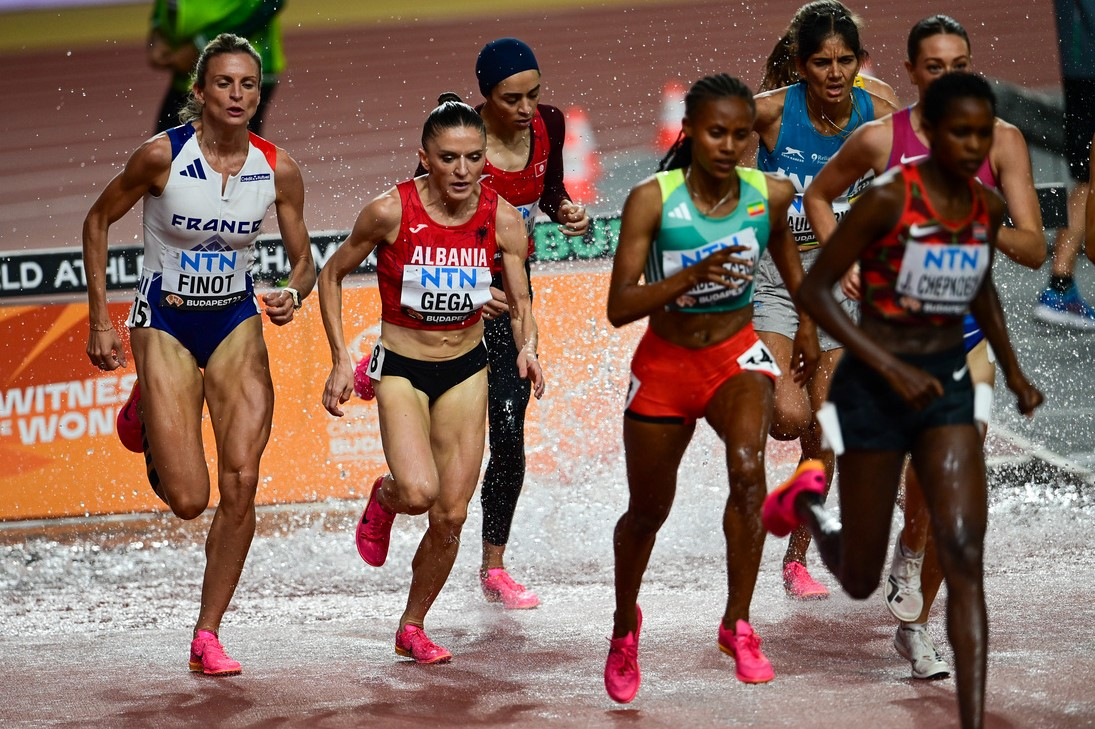
Am Wassergraben (v. l. n. r.): Alice Finot, Luiza Gega, Marwa Bouzayani, Sembo Almayew, Parul Chaudhary, Peruth Chemutai (fast komplett verdeckt), Maruša Mišmaš Zrimšek, Jackline Chepkoech

27. August 2023, 21:05 Uhr Ortszeit
| Platz | Name                  | Nation      | Zeit (min) |
| ----- | --------------------- | ----------- | ---------- |
| 1     | Winfred Mutile Yavi   | Bahrain     | 8:54,29 WL |
| 2     | Beatrice Chepkoech    | Kenia       | 8:58,98000 |
| 3     | Faith Cherotich       | Kenia       | 9:00,69000 |
| 4     | Zerfe Wondemagegn     | Äthiopien   | 9:05,51000 |
| 5     | Alice Finot           | Frankreich  | 9:06,15 NR |
| 6     | Maruša Mišmaš Zrimšek | Slowenien   | 9:06,37 NR |
| 7     | Peruth Chemutai       | Uganda      | 9:10,26000 |
| 8     | Luiza Gega            | Albanien    | 9:10,27000 |
| 9     | Jackline Chepkoech    | Kenia       | 9:14,72000 |
| 10    | Marwa Bouzayani       | Tunesien    | 9:15,07000 |
| 11    | Parul Chaudhary       | Indien      | 9:15,31 NR |
| 12    | Lomi Muleta           | Äthiopien   | 9:15,36000 |
| 13    | Sembo Almayew         | Äthiopien   | 9:18,25000 |
| 14    | Olivia Gürth          | Deutschland | 9:20,08000 |
| 15    | Courtney Wayment      | USA         | 9:25,90000 |

## Videolink
- Women's steeplechase final. Budapest 2023, youtube.com, abgerufen am 19. September 2023